# Giuseppe Zimbalo
Giuseppe Zimbalo, född omkr. 1617 i Lecce, död 1710, var en italiensk arkitekt. Zimbalo var bland annat verksam i Lecce i Apulien.